# Fritillaria koidzumiana
Fritillaria koidzumiana är en liljeväxtart som beskrevs av Jisaburo Ohwi. Fritillaria koidzumiana ingår i Klockliljesläktet och i familjen liljeväxter. Inga underarter finns listade.